# Zamek w Międzygórzu
Zamek w Międzygórzu - ruiny zamku królewskiego z połowy XIV wieku, usytuowane we wsi Międzygórz w województwie świętokrzyskim, na prawym brzegu doliny Opatówki. Zamek, przebudowany w XVI i XVII wieku, został zniszczony w czasie potopu szwedzkiego, później odbudowany. Ostatecznie został wysadzony w powietrze w XIX wieku.

## Historia
Teren, na którym zbudowano zamek, należał do majątku królewskiego. Około 2. połowy XIV w. król Kazimierz Wielki rozpoczął wznoszenie zamku królewskiego. W 1370 roku król Kazimierz przekazał zamek wraz z wsią Międzygórz swojemu synowi z nieprawego łoża Janowi herbu Topór piszącemu się Zaklika, późniejszemu kanclerzowi koronnemu. Później własność jego synów Jana i Zakliki piszących się z Międzygórza oraz ich siostry Katarzyny. Przez prawie cały XV wiek w rękach rodu Zaklików, którzy zaczęli nazywać się Międzygórskimi. Po Jakubie Zaklice, około 1499 zamek odziedziczył jego syn Hieronim Zaklika. On to mieszkając w Czyżowie i Wojsławicach, przed 1508 rokiem sprzedał Międzygórz Mikołajowi Kijańskiemu herbu Strzemię. Około 1578 roku własność Stanisława Niedrwickiego herbu Ogończyk, a po nim jego syn Andrzej Niedrwicki, podkomorzy ziemi sanockiej i potem kasztelan połaniecki. W XVII wieku jako właścicielka zamku występuje Anna z Lubomirskich Sapiehowa. W 1793 roku zamek był opisany jako opuszczony i niezamieszkały. W tym czasie zamek pozostawał własnością W. Potockiego, który w tym samym roku odstąpił go Wojciechowi Jawornickiemu herbu Gozdawa. Do 1845 roku pozostawał w rękach Jawornickich. Według rodzinnej legendy jeden z rodu Jawornickich wysadził jego pozostałości w powietrze (podobna historia dotyczy zamku w Ossolinie). W 1845 majątek z ruinami kupił Franciszek Dutreppi. W 1892 r. dobra, na terenie których leżał zamek, zostały podzielone i odtąd należały do Mieczysława Cichowskiego, którego spadkobiercy byli właścicielami folwarku Międzygórz do 1944 r.

## Architektura

### Zamek gotycki
Zamek zbudowano na cyplu Góry Zamkowej o wysokości względnej 17 metrów, wrzynającym się w dolinę rzeczki Opatówki vel Łukawki. Od reszty wzniesienia cypel odcinała fosa. Prawdopodobnie już w XIV wieku była to budowla na rzucie prostokąta, być może w obrysie takim jak mury obwodowe zamku z XVI w. Zamek zbudowano z kamienia łamanego z wykorzystaniem cegły. Wjazd do zamku prawdopodobnie znajdował się od strony południowo-wschodniej przez most nad fosą, a następnie przez bramę w murze w skrzydle południowo-zachodnim. Nie jest wykluczone, że wjazd mógł prowadzić przez wieżę bramną. 

### Zamek Renesansowy
W drugiej połowie XVI w., zapewne z fundacji Stanisława Niedrzwickiego herbu Ogończyk, przypuszczalnie na murach średniowiecznych wzniesiono renesansowy zamek na rzucie prostokąta o powierzchni ok. 1100 m². Była to zapewne budowla mająca trzy skrzydła, dwukondygnacyjna, podpiwniczona. Być może zamek zdobił mur attykowy. Całość zabudowań cechowała się regularnym kształtem.
W XVII w. nastąpiła przebudowa zamku. Podczas potopu szwedzkiego w 1656 r. zamek został uszkodzony przez wojska szwedzkie. Prawdopodobnie obiekt później został odbudowany i był użytkowany do XVIII wieku.   

## Stan obecny
Do dzisiaj zachowały się ślady murów obwodowych zamku oraz fragmenty ścian budynków mieszkalnych do wysokości pierwszej kondygnacji. Budynki noszą ślady tynków. Pod budynkami zachowane są zagruzowane piwnice. W poziomie przyziemia zachowane strzelnice, przesklepione odcinkowo, a ponad nimi fragmenty prostokątnych otworów okiennych w rozglifionych, przesklepionych wnękach. 

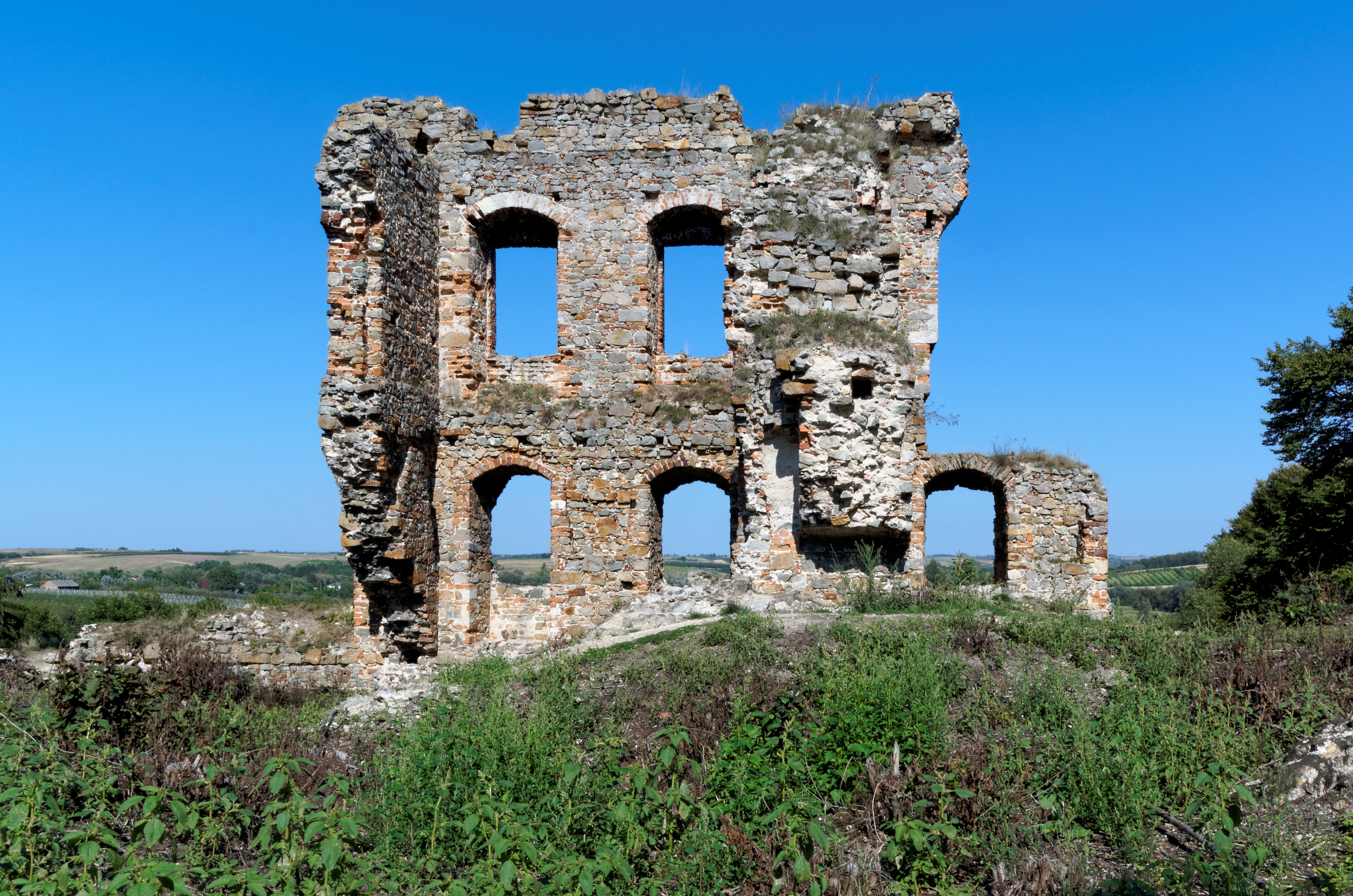
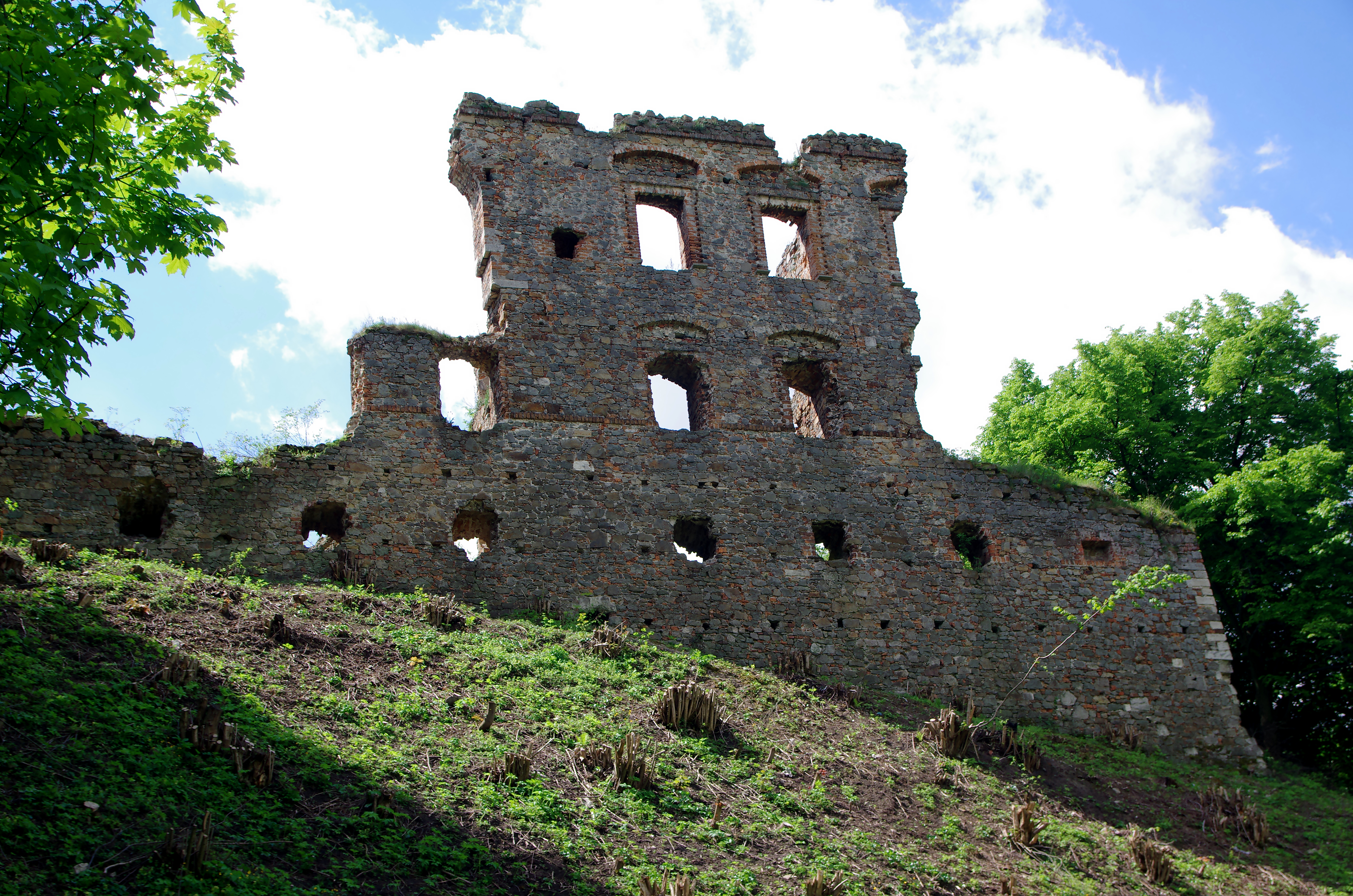
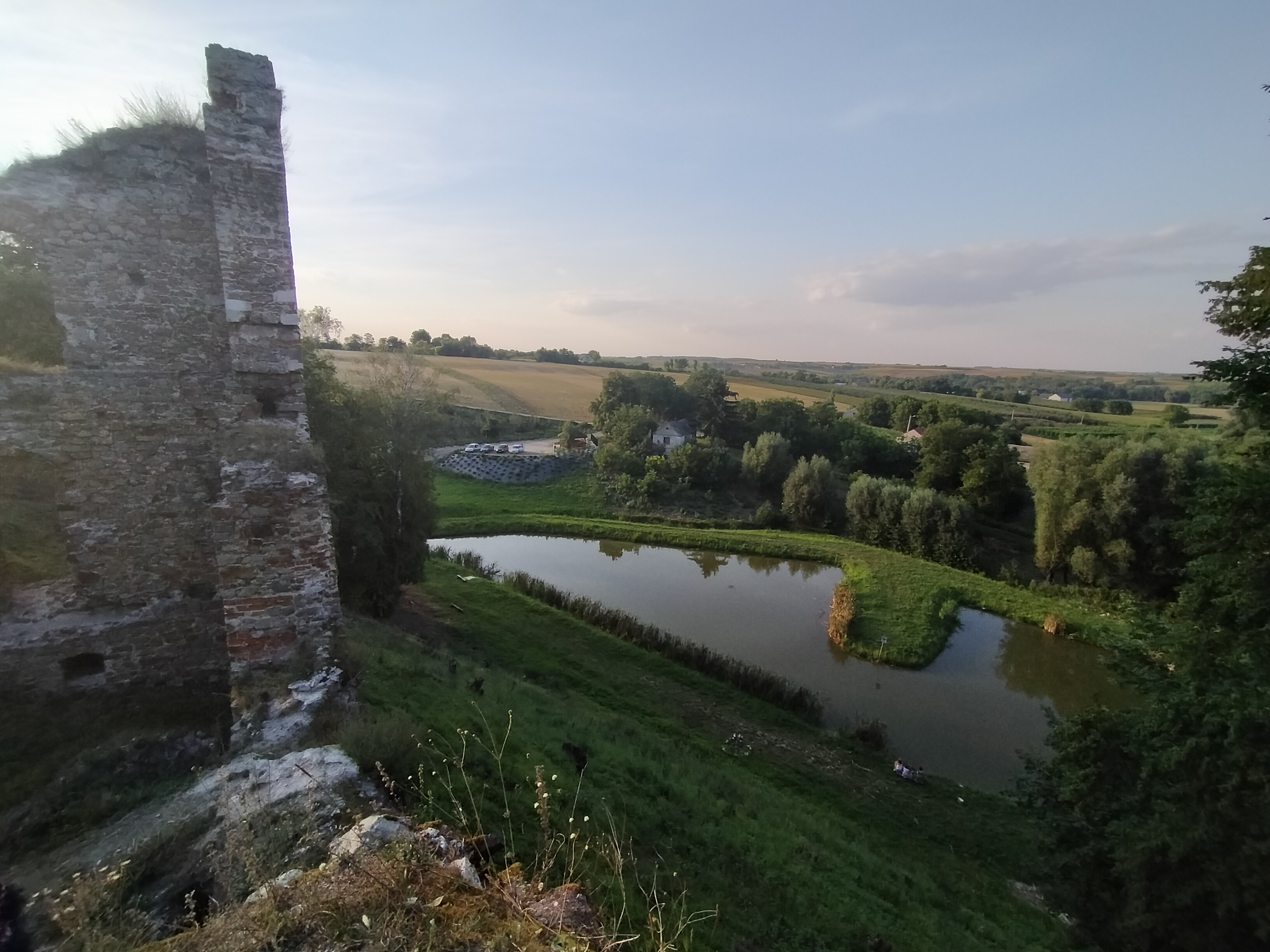